# Comuna Kivșuvata, Tarașcea
Kivșuvata (în ucraineană Ківшувата) este o comună în raionul Tarașcea, regiunea Kiev, Ucraina, formată din satele Kivșuvata (reședința) și Makovețke.

## Demografie
Componența lingvistică a comunei Kivșuvata
     Ucraineană (97,38%)
     Rusă (1,5%)
     Alte limbi (0,29%)
Conform recensământului din 2001, majoritatea populației comunei Kivșuvata era vorbitoare de ucraineană (97,38%), existând în minoritate și vorbitori de rusă (1,5%).